# Saint-Rémy-la-Varenne
Saint-Rémy-la-Varenne – miejscowość i dawna gmina we Francji, w regionie Kraj Loary, w departamencie Maine i Loara. W 2013 roku jej populacja wynosiła 992 mieszkańców. 
W dniu 15 grudnia 2016 roku z połączenia 10 ówczesnych gmin – Les Alleuds, Brissac-Quincé, Charcé-Saint-Ellier-sur-Aubance, Chemellier, Coutures, Luigné, Saint-Rémy-la-Varenne, Saint-Saturnin-sur-Loire, Saulgé-l’Hôpital oraz Vauchrétien – utworzono nową gminę Brissac-Loire-Aubance. Siedzibą gminy została miejscowość Brissac-Quincé. 